# John Horman-trófea
A John Horman-trófea egy díj a QMJHL-ben (mely egy junior jégkorongliga Kanadában). A trófeát az év vezetőjének/igazgatójának ítélnek oda.

## A díjazottak
| Szezon    | Igazgató                | Csapat                       |
| --------- | ----------------------- | ---------------------------- |
| 2012–2013 | Serge Proulx            | Baie-Comeau Drakkar          |
| 2011–2012 | Paul MacDonald          | Cape Breton Screaming Eagles |
| 2010–2011 | Wayne Long              | Saint John Sea Dogs          |
| 2009–2010 | Kent Hudson             | P.E.I. Rocket                |
| 2008–2009 | Louis Painchaud         | Québec Remparts              |
| 2007–2008 | Mario Arsenault         | Rimouski Océanic             |
| 2006–2007 | Pierre Dufour           | Val D'Or Foreurs             |
| 2005–2006 | Eric Verrier            | Drummondville Voltigeurs     |
| 2004–2005 | Eric Verrier            | Drummondville Voltigeurs     |
| 2003–2004 | Sylvie Fortier          | Baie-Comeau Drakkar          |
| 2002–2003 | Sylvie Fortier          | Baie-Comeau Drakkar          |
| 2001–2002 | Chicoutimi Saguenéens   | Chicoutimi Saguenéens        |
| 2000–2001 | Mario Boucher           | Shawinigan Cataractes        |
| 1999–2000 | Maurice Tanguay         | Rimouski Océanic             |
| 1998–1999 | Charles Henry           | Hull Olympiques              |
| 1997–1998 | Lionel Brochu           | Val D'Or Foreurs             |
| 1996–1997 | Harold MacKay           | Halifax Mooseheads           |
| 1995–1996 | André Jolicoeur         | Rimouski Océanic             |
| 1994–1995 | Jean Nadeau             | Shawinigan Cataractes        |
| 1993–1994 | Jean-Claude Morrissette | Laval Titan                  |
| 1992–1993 | Georges Marien          | Saint-Jean Lynx              |
| 1991–1992 | Claude Lemieux          | Saint-Hyacinthe Laser        |
| 1990–1991 | Rolland Janelle         | Drummondville Voltigeurs     |
| 1989–1990 | Michel Larocque         | Victoriaville Tigres         |